# Villa Weil
Villa Weil è stata una villa italiana situata a Genova, al numero 21 di corso Firenze, sul lato opposto di Villa Piaggio.

## Storia

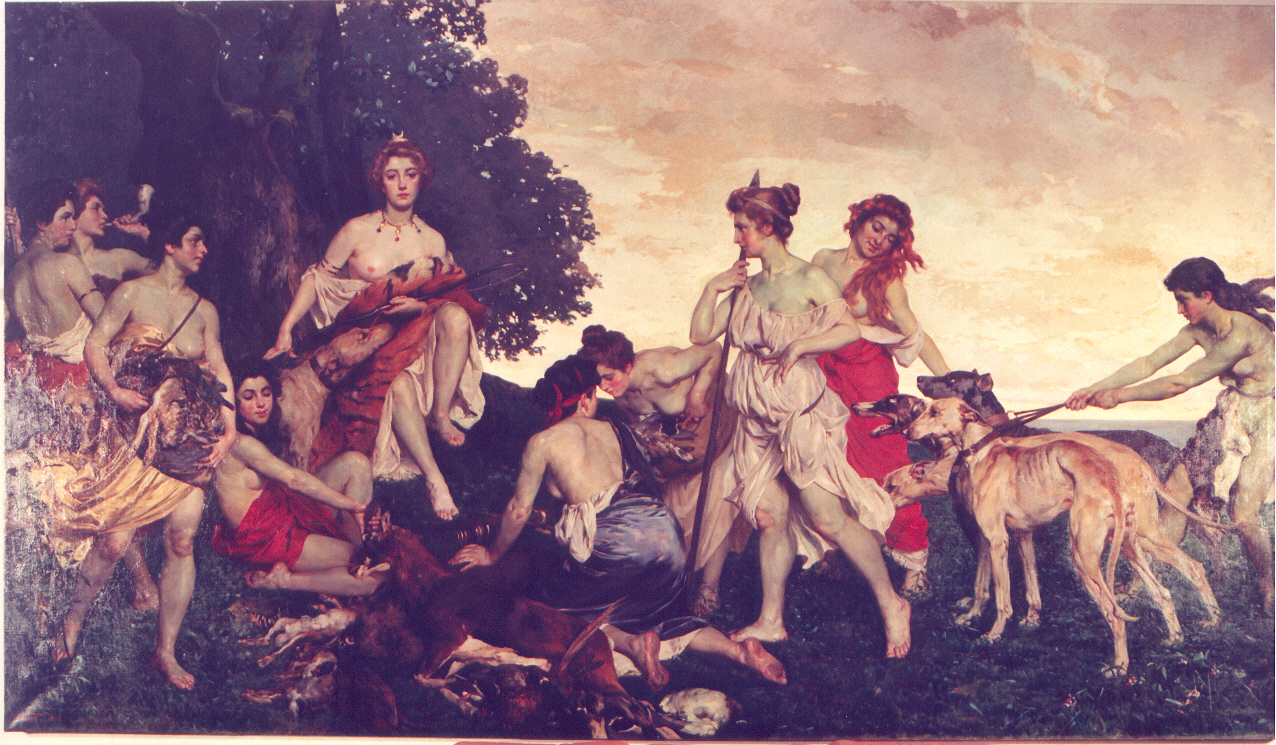
Cesare Viazzi - Caccia di Diana

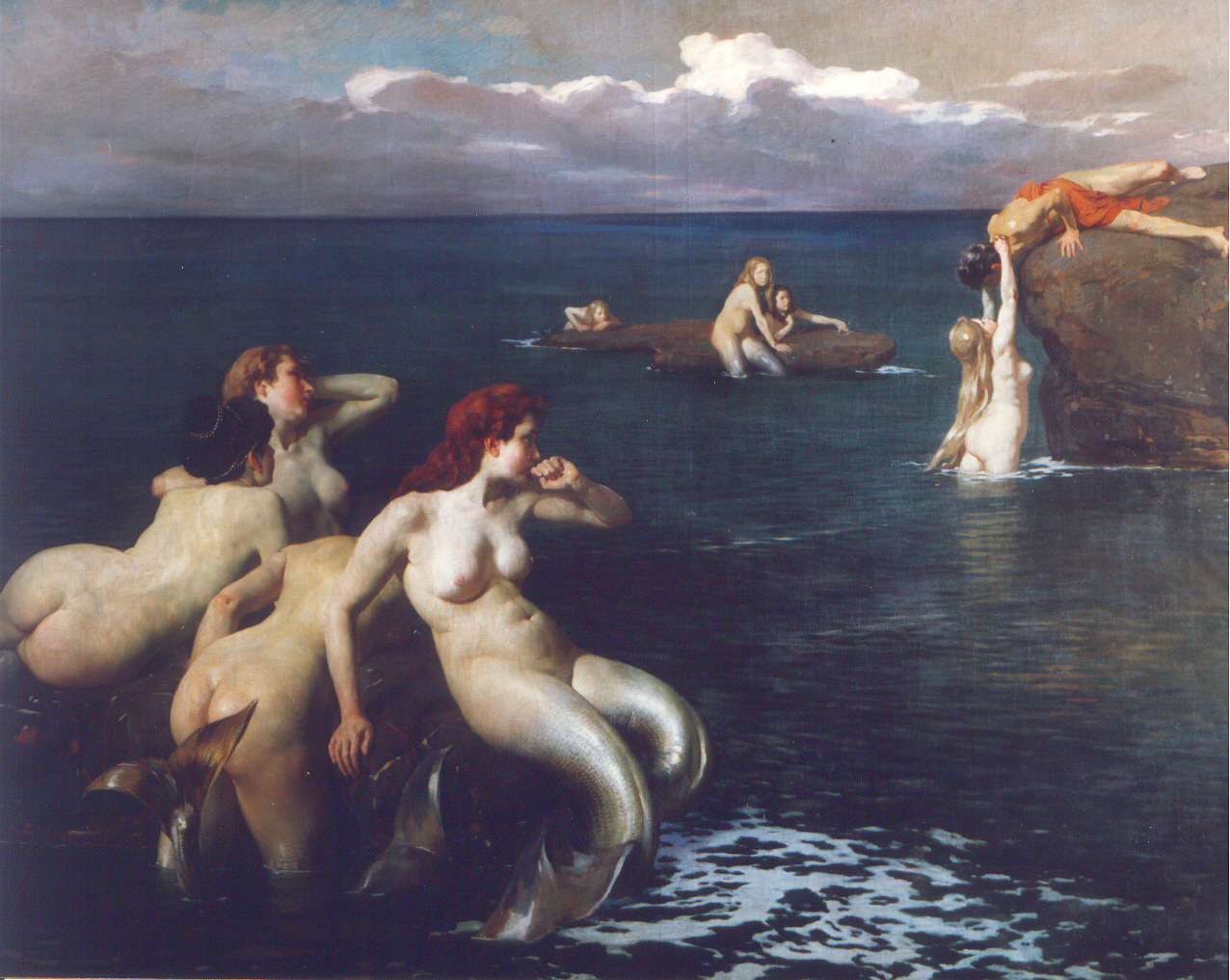
Cesare Viazzi - Sirene

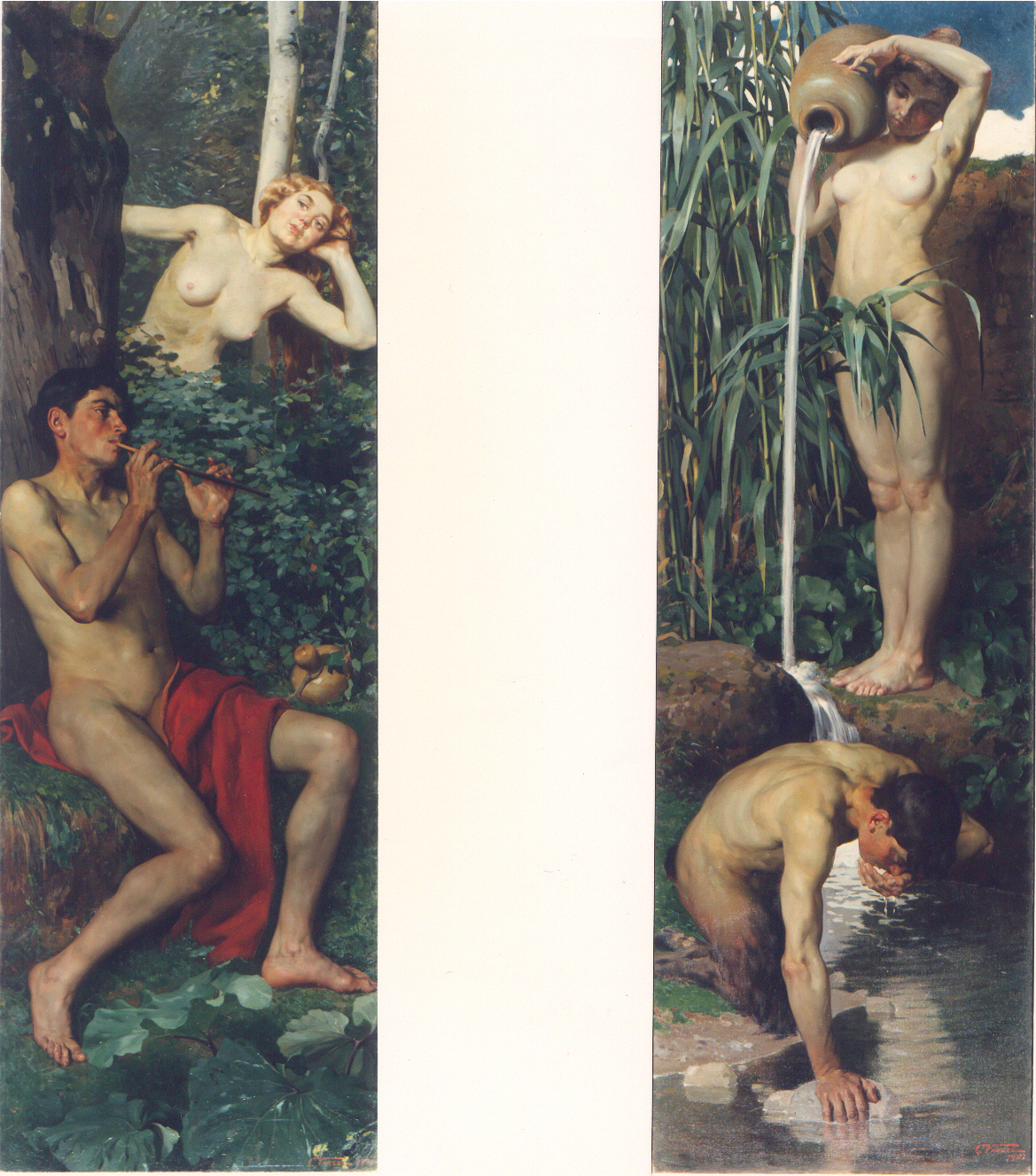
Cesare Viazzi - Nel bosco, alla sorgente

Costruita negli ultimi anni dell'Ottocento, la villa fu edificata su disegno dell'architetto Dario Carbone, progettista anche del Palazzo della Borsa, del Palazzo dei Giganti in via XX Settembre, e di molte altre pregiate opere architettoniche.
Nella cronaca genovese è ripetutamente citata a motivo dell'imponente decorazione pittorica del salone principale eseguita dal pittore Cesare Viazzi, in due anni di lavoro (1898-1899). 
Le tele, prima della collocazione in loco, vennero presentate nel maggio 1901 alla Esposizione della Società Promotrice di Belle Arti di Genova.
Mentre, secondo un'informativa sui grandi dipinti di Cesare Viazzi provenienti dalla Villa Weil di Genova : 
Il giornale genovese Il Caffaro scrisse il 21 maggio 1901: 
()
(Giovanni Grasso)
Impianti decorativi così grandiosi sono manifestazione delle capacità dell'artista, ma anche della fioritura di Genova a cavallo tra Ottocento e Novecento e del suo particolare mecenatismo borghese.
Cesare Viazzi si cimentò in altri due dipinti simili per dimensioni (più di due metri e mezzo per tre metri e mezzo): La Cavalcata delle Valkirie e La notte di Valpurga, progettati per il Castello Raggio. Solo il primo venne completato e collocato in loco (1906).
Nell'immediato dopoguerra ospitò una stazione dei Carabinieri. Fu demolita per costruirvi un condominio, negli anni cinquanta. Le tele del superbo complesso pittorico che la decorava furono disperse in molteplici collezioni private.